# Towcester
Towcester (pronunțat /ˈtoʊstɚ/) este un oraș în comitatul Northamptonshire, regiunea East Midlands, Anglia. Orașul se află în districtul South Northamptonshire a cărui reședință este. 